# Lente rettilinea

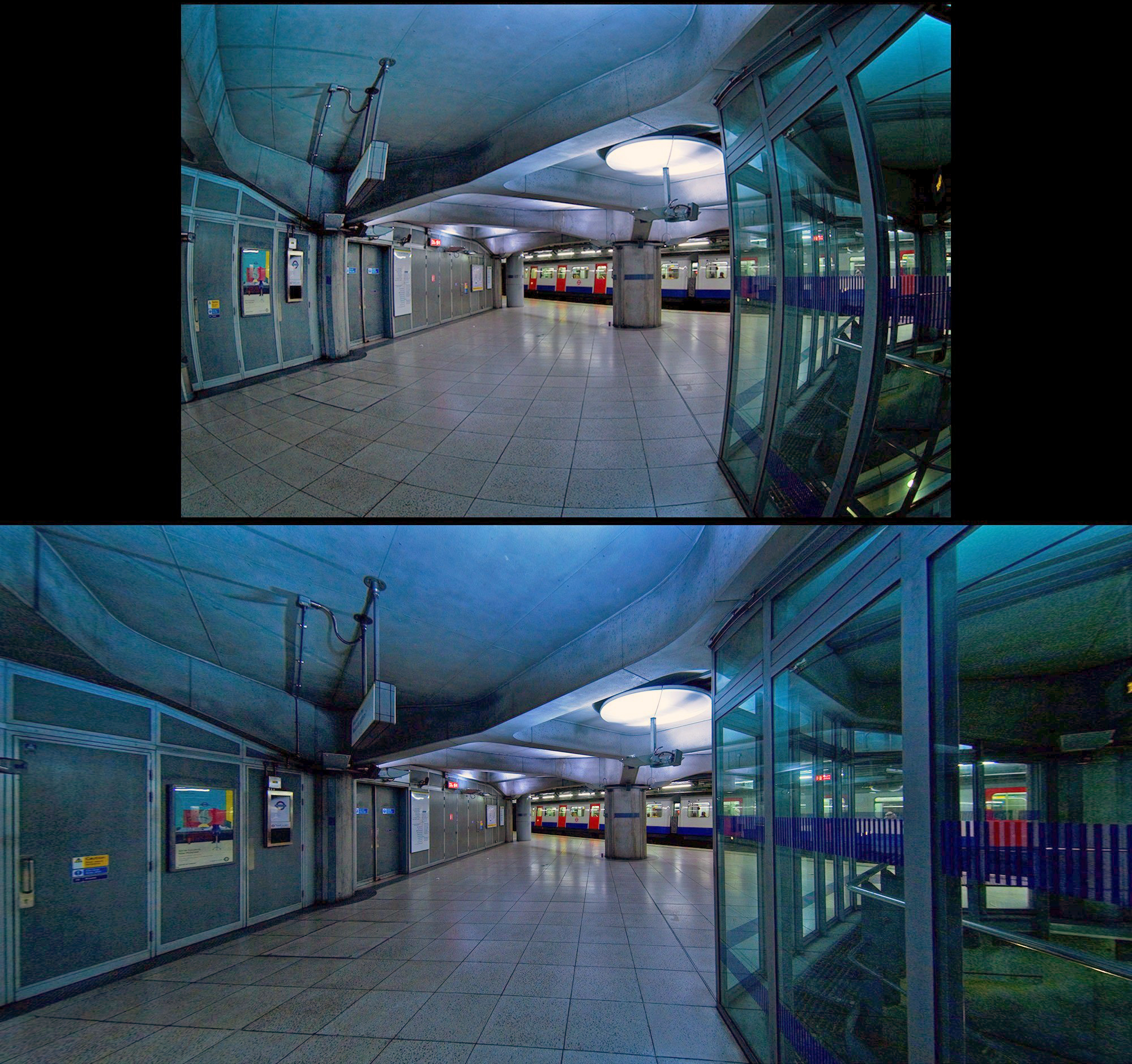
Fotografia curvilinea (sopra) e rettilinea (sotto). Nella prima si osserva la distorsione a barilotto tipica degli obiettivi fisheye. Sebbene questo esempio sia stato corretto tramite software, gli obiettivi grandangolari di alta qualità sono costruiti con correzione ottica rettilinea.

Una lente rettilinea è una lente fotografica che produce immagini in cui le caratteristiche rette, come i bordi delle pareti degli edifici, appaiono come linee rette, invece di essere curve. In altre parole, è una lente con poca o nessuna distorsione a barilotto o a cuneo. Tuttavia, in angoli particolarmente ampi, la prospettiva rettilinea farà sembrare gli oggetti sempre più allungati e ingranditi man mano che si avvicinano al bordo dell'inquadratura. Questo tipo di obiettivi viene spesso utilizzato per creare effetti di prospettiva forzata.
L'esempio più famoso è l'obiettivo "rapid rectilinear" sviluppato da John Henry Dallmeyer nel 1866. Ha permesso di scattare fotografie rapidamente senza distorsione per la prima volta ed è stato un design di obiettivo standard per 60 anni. A partire dal 2020, l'obiettivo Laowa 9 mm f/5,6 è l'obiettivo rettilineo più ampio al mondo per fotocamere full-frame.
La grande maggioranza delle fotocamere e videocamere utilizza obiettivi che producono immagini quasi rettilinee. Un tipo di obiettivo alternativo popolare è l'obiettivo fisheye, che produce un risultato chiaramente curvilineo e grandangolare.